# Làng dân tộc Vân Nam

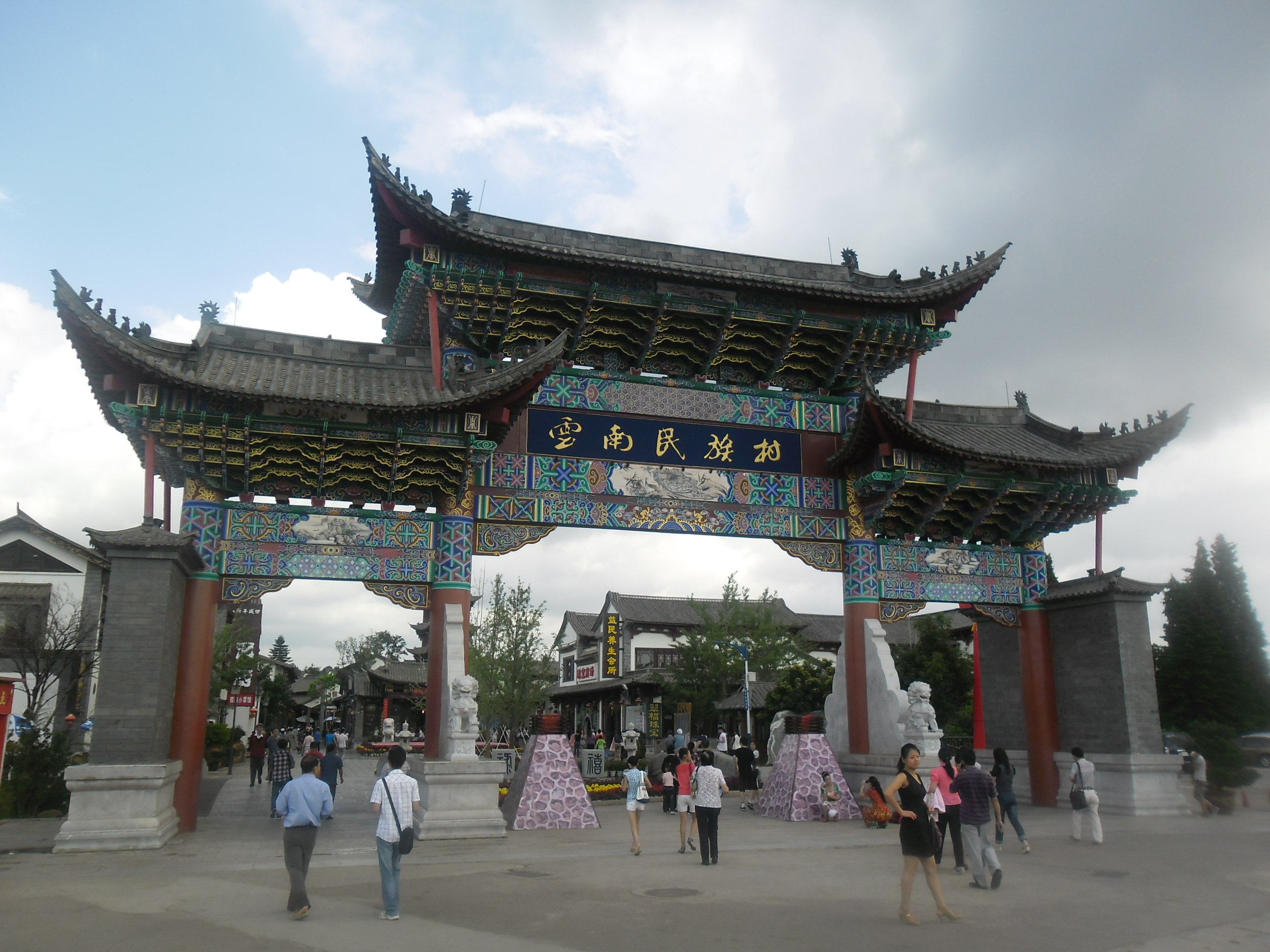
Cổng đá vào Làng dân tộc Vân Nam

Làng văn hóa dân tộc Vân Nam (tiếng Trung: 云南民族村; bính âm: Yúnnán Mínzú Cūn) là một công viên chủ đề trưng bày các văn hóa dân gian, văn hóa và kiến trúc khác nhau của 26 dân tộc ở tỉnh Vân Nam, Trung Quốc. Mục tiêu chính của công viên chủ yếu là trưng bày một số khía cạnh về dân tộc, sự đa dạng văn hóa và di sản của Vân Nam. Nằm ở ngoại ô phía tây nam Côn Minh, cạnh hồ Điền Trì, Làng Dân tộc Vân Nam có diện tích 89 ha bao gồm 31 ha mặt nước, và đã được xếp hạng du lịch Quốc gia 4A - là di tích quan trọng cấp quốc gia. Nơi này hiện là căn cứ của Ủy ban Sự vụ dân tộc Quốc gia Trung Quốc, Ban chấp hành Văn hóa Truyền thống Dân gian của CIOFF Trung Quốc và là một trong những địa điểm liên lạc về công tác dân tộc của Ủy ban dân tộc Trung Quốc. Mỗi ngày, Làng dân tộc mở cửa đón khách du lịch từ 9 giờ sáng đến 16 giờ 30 phút.
Làng văn hóa này mô phỏng và thu nhỏ mô hình kiến trúc của các dân tộc với tỷ lệ 1:1, sau đó làng của người dân tộc nào thì đưa người của dân tộc đó đến ở để tạo thành làng văn hóa dân tộc, nơi đây là hình ảnh thu gọn của các dân tộc tỉnh Vân Nam.
Tỉnh Vân Nam là tỉnh rất đặc biệt, bởi trong số 56 dân tộc, thì riêng Vân Nam có 25 dân tộc thiểu số và dân tộc Hán nữa là 26 dân tộc, chiếm gần 50% tổng số các dân tộc của cả nước Trung Quốc và là vùng có người dân tộc thiểu số đông nhất Trung Quốc. Vân Nam cũng là nơi ngoài phong cảnh đẹp ra còn có nhiều phong tục, tập quán và bản sắc văn hóa dân tộc nhất Trung Quốc. Nhưng do Vân Nam là tỉnh nhiều rừng núi nhất, phát triển không đồng đều, vùng sâu, vùng xa giao thông chưa phát triển nên không tiện đi lại cho du khách. Bởi vậy,làng văn hóa dân tộc là nơi thu nhỏ bản sắc văn hóa dân tộc, mang đến cho du khách cái nhìn về bản sắc văn hóa dân tộc của Trung Hoa.
8 làng của các dân tộc Thái (Dai), Bạch (Bai), Di (Yi), Nạp Tây (Naxi), Ngõa (Wa), Bố Lãng (Bulang), Ki Nô (Jino), Lạp Thổ (Lahu) và nhà của người Ma Thoa (Mosuo) đã được xây dựng xong. Mỗi làng đều có kiến trúc khác nhau (nhà cửa, đình, chùa…) của mỗi dân tộc và những cô gái mặc y phục, đồ trang sức sặc sỡ. Vào giờ quy định, các nghệ nhân trong làng tuần tự trình diễn ca múa nhạc truyền thống hết làng này đến làng khác. Thỉnh thoảng, làng còn tổ chức lễ hội tưng bừng đầy màu sắc và lễ nghi cưới hỏi cổ truyền.